# 青森県道133号鬼沢種市線
青森県道133号鬼沢種市線（あおもりけんどう133ごう おにざわたねいちせん）は、青森県弘前市を通る一般県道である。

## 概要
弘前市鬼沢で青森県道31号弘前鯵ケ沢線から東へ分岐し、弘前市種市で青森県道37号弘前柏線に合流する。

### 路線データ
以下は青森県例規集に収録されているデータである。
- 起点 : 弘前市大字鬼沢
- 終点 : 弘前市大字種市

## 歴史
- 1961年（昭和36年）2月10日 - 県道に認定される[1]。

## 地理

### 交差する道路
- 青森県道31号弘前鯵ケ沢線（弘前市大字鬼沢、起点）
- 青森県道37号弘前柏線（弘前市大字種市、終点）

### 沿線の施設
- 鬼沢郵便局